# Tlalchapa (kommun)
Tlalchapa är en kommun i Mexiko.   Den ligger i delstaten Guerrero, i den södra delen av landet, 180 km sydväst om huvudstaden Mexico City. Antalet invånare är 11 286. Arean är 414 kvadratkilometer.
Terrängen i Tlalchapa är kuperad söderut, men norrut är den bergig.
Följande samhällen finns i Tlalchapa:
- Tlalchapa
- Cuauhlotitlán
- Otlatepec
- La Montaña
- Los Nopales
- Puerto de Allende
- Huaxquial
- Tlanexpa
- El Tamarindo del Río